# Wallace (ur. październik 1994)
Wallace Fortuna dos Santos (ur. 14 października 1994 w Rio de Janeiro) – brazylijski piłkarz występujący na pozycji obrońcy we włoskim klubie S.S. Lazio.

## Kariera klubowa
Wallace rozpoczął swoją karierę w Cruzeiro EC, jednak na początku lipca 2014 roku agencja Gestifute wykupiła go z klubu za 9,5 miliona euro, a następnie przetransferowała do portugalskiej Bragi. Portugalski klub zapewnił sobie także możliwość wykupu pełni praw do zawodnika za kwotę 40 milionów euro. 21 sierpnia 2014 roku, nie rozegrawszy ani jednego spotkania z barwach Bragi, Wallace trafił na wypożyczenie do monakijskiego AS Monaco. W lipcu 2016 roku zawodnik został wykupiony przez S.S. Lazio za 8 milionów euro. Wraz z S.S. Lazio zdobył w 2017 roku Superpuchar Włoch oraz Puchar Włoch w sezonie 2018/2019.

## Kariera reprezentacyjna
Wallace ma za sobą grę w reprezentacji Brazylii do lat 20, z którą w 2013 oraz 2014 roku zwyciężył w Turnieju w Tulonie.

## Sukcesy

### Cruzeiro
- Mistrzostwo Brazylii: 2013
- Mistrzostwo stanu Minas Gerais: 2014

### S.S. Lazio Rzym
- Superpuchar Włoch: 2017
- Puchar Włoch: 2018/2019

### Brazylia
- Turniej w Tulonie: 2013, 2014